# Airbus A340
Airbus A340, förkortat A-340, är ett fyrmotorigt jetflygplan tillverkat av den europeiska flyg- och försvarskoncernen Airbus. Det var Airbus största modell tills "superjumbon" Airbus A380 sattes i trafik 2007.

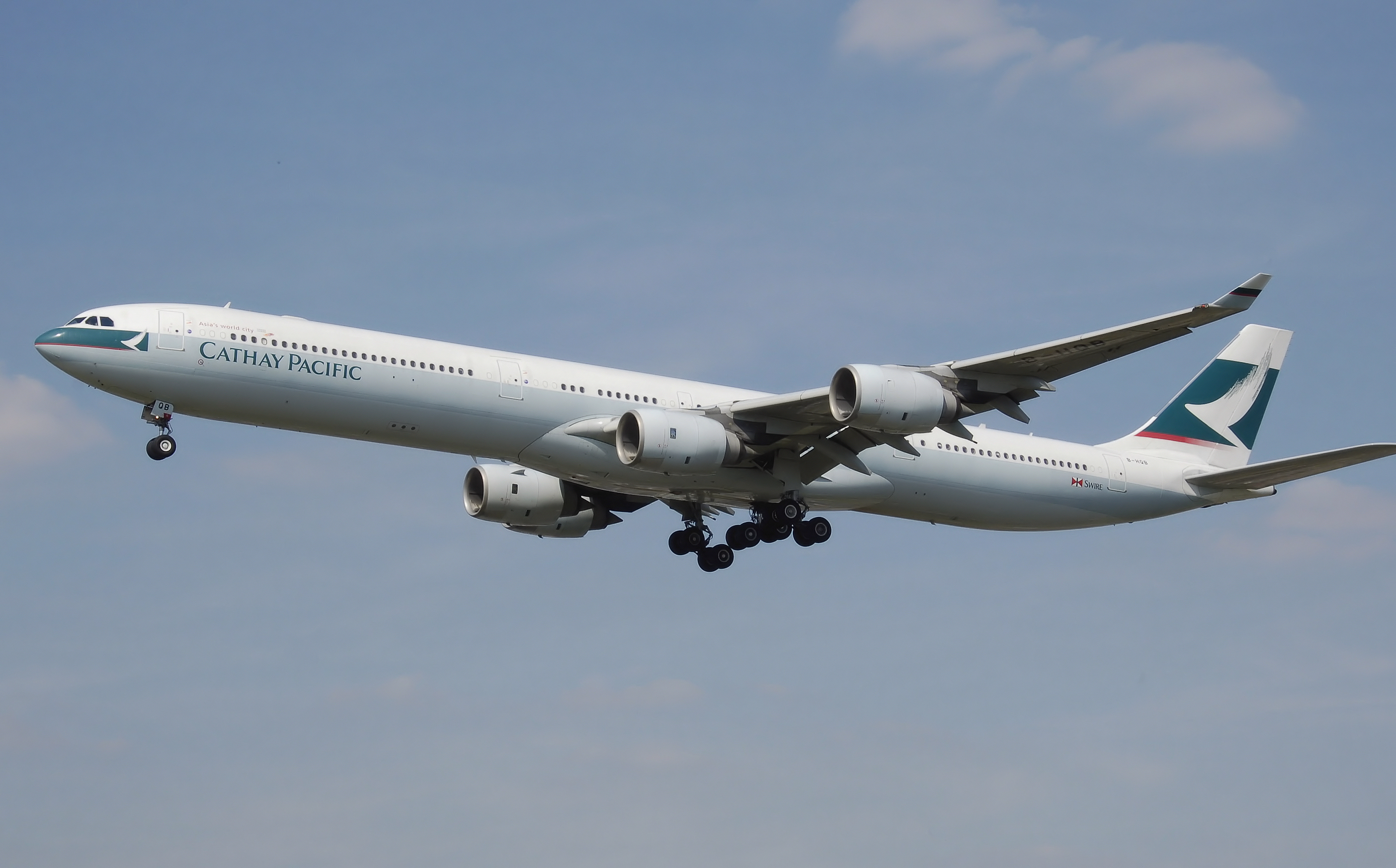
Airbus A340-600 från Cathay Pacific landar på London Heathrow Airport.

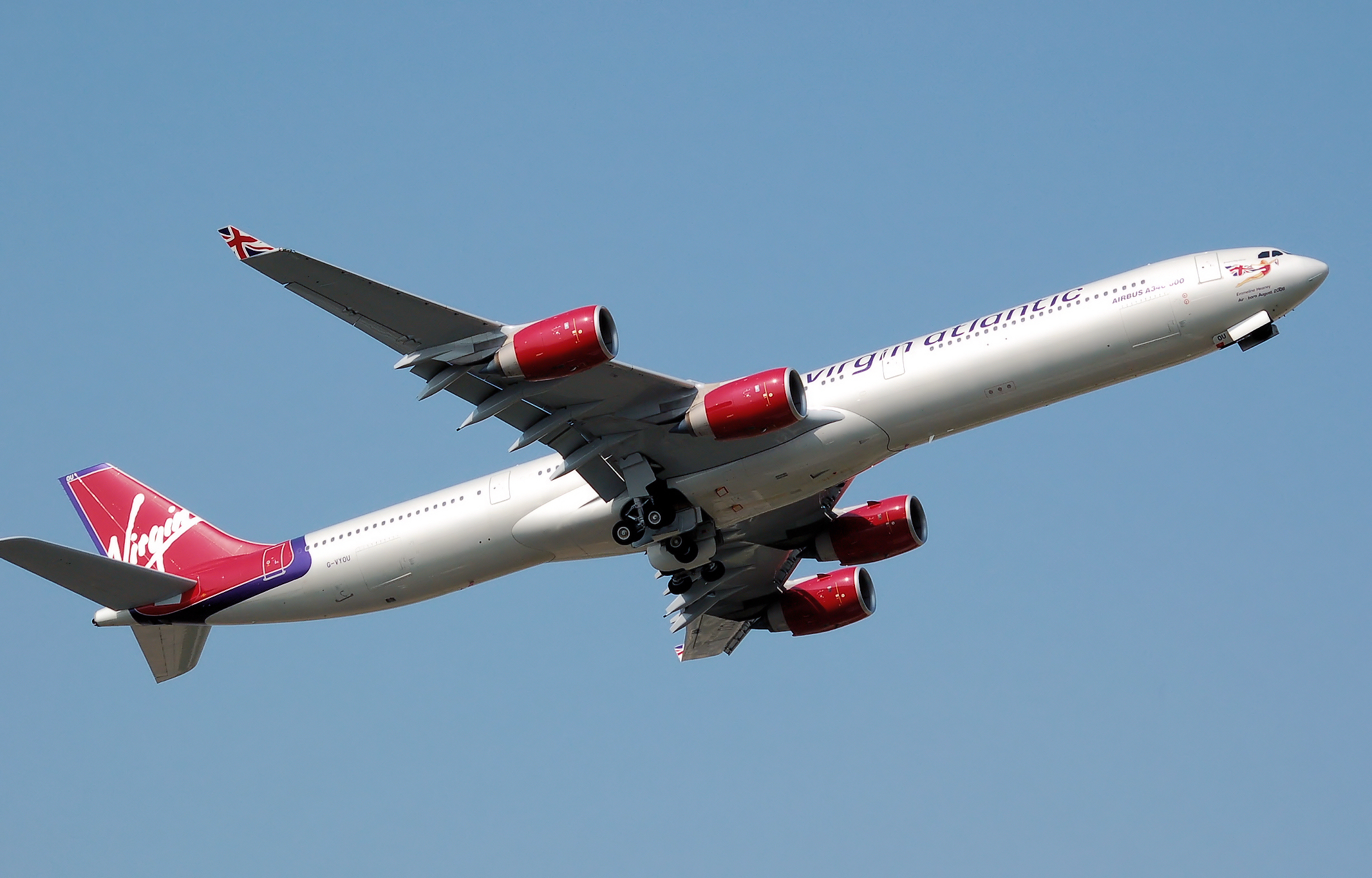
Virgin Atlantic A340-600 lyfter.

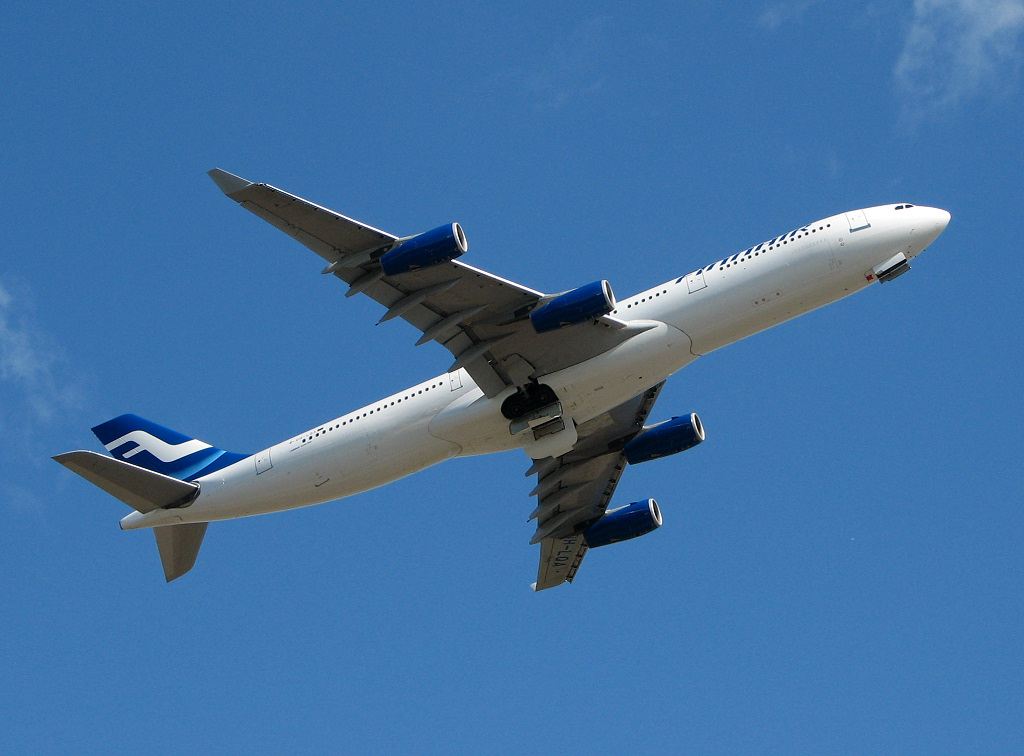
Finnair Airbus A340.

A340 är i stort sett samma flygplan som A330, skillnaden är att A330 har två motorer, mot fyra motorer hos A340 samt att A340 har större bränslekapacitet. 
A340 är avsedd för långa distanser och versionen A340-500 satte världsrekord i räckvidd när den lanserades som en något förlängd version av grundmodellen A340-300. A340 erbjöds inledningsvis även i en förkortad version, A340-200, med lång räckvidd, samt tillverkades i en högkapacitetsversion kallad A340-600. Detta flygplan är längre än A380-800, med plats för 380 passagerare i en typisk konfiguration. A340-300 var den mest framgångsrika versionen med cirka 250-300 passagerare ombord.
Airbus beslutade i november 2011 att lägga ner tillverkning av A340. Som skäl angavs att bolaget inte har fått in någon beställning de senaste två åren och att bränsleförbrukningen blev för hög jämfört med tvåmotoriga plan.Totalt tillverkades 337 flygplan.

## Tekniska data
- Längd: 63,69 m (A340-300) 75,36 m (A340-600)
- Höjd: 16,91 m (A340-300) 17,22 m (A340-600)
- Vingspann: 60,3 m (A340-300) 63,45 m (A340-600)
- Räckvidd: 13 500 km (A340-300) 14 450 km (A340-600)
- Antal platser: 277 st (A340-300) 326 st (A340-600)
- Motorer: 4 x CFM56-5C4/P (A340-300) 4 x RR Trent 500 (A340-600)
- Max. startvikt: 275 ton (A340-300) 368 ton (A340-600)
- Max. last: 43,5 ton (A340-300) 55,6 ton (A340-600)

## Olyckor
Ingen olycka med planet har haft dödlig utgång. 

## Användare
Några flygbolag som fortfarande använder Airbus A340 ( alla A340-varianter ) var i december 2020: Lufthansa (34), Mahan air (12), South African Airways (6), Swiss International Air Lines (4), Air Madagascar (2), och andra flygbolag med färre flygplan av typen.